# Erebus sumbana
Erebus sumbana là một loài bướm đêm trong họ Erebidae.